# حرب كارناتيك الأولى (1746-1748)

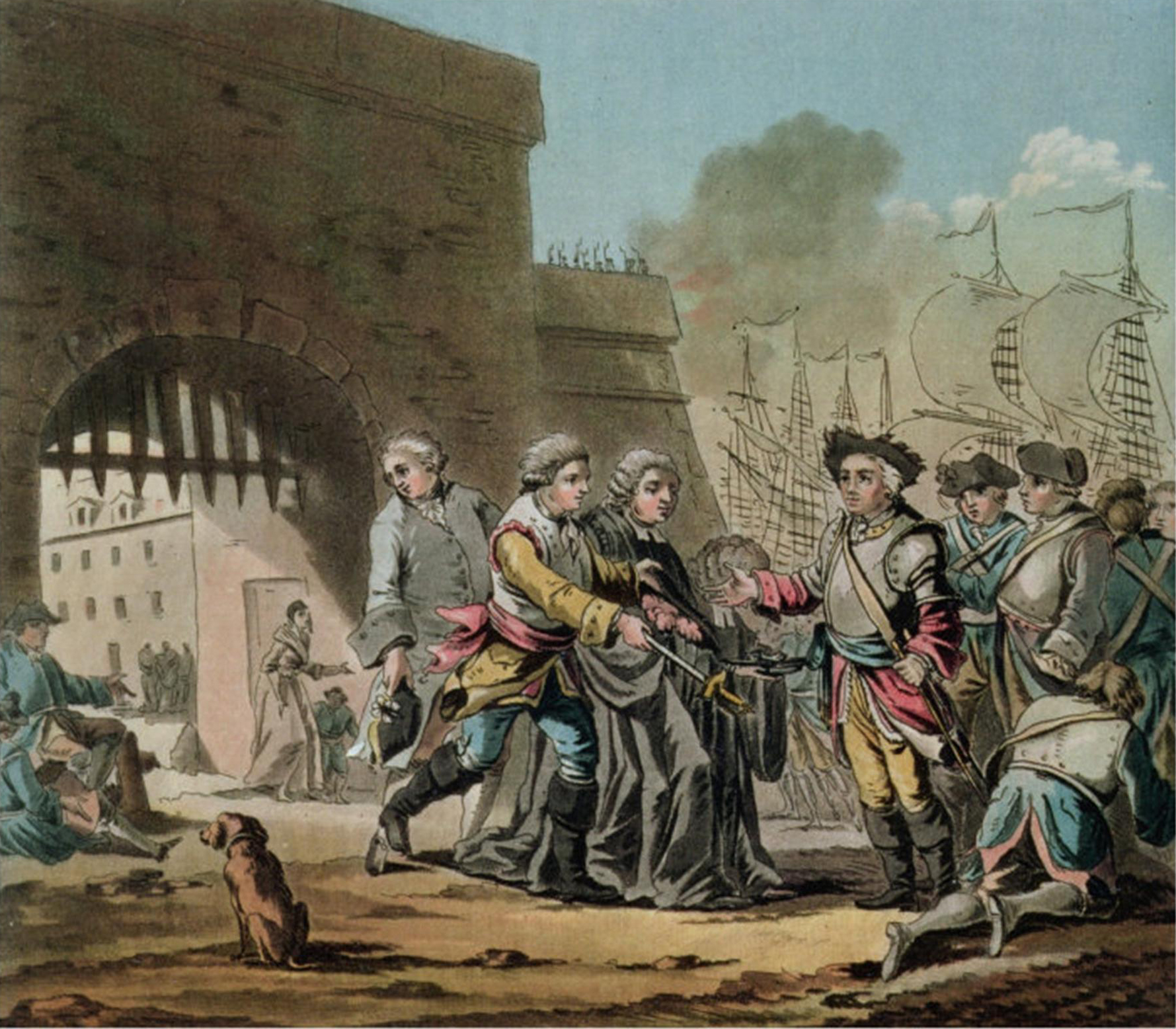
استسلام البريطانيين في مدراس عام 1746

حرب الكارناتيك الأولى (1746-1748) (بالإنجليزية: The First Carnatic War)‏، كانت ساحة القتال الهندية لحرب الخلافة النمساوية وأولى سلسلة حروب كارناتيك التي رسخت الهيمنة البريطانية المبكرة على الساحل الشرقي لشبه القارة الهندية. في هذا الصراع، تنافست شركات الهند الشرقية البريطانية والفرنسية مع بعضها البعض على اليابسة للسيطرة على المراكز التجارية في مدراس وبونديشيري وكادالور على التوالي، في حين اشتبكت القوات البحرية الفرنسية والبريطانية قبالة الساحل. هيأت الحرب الظروف للنمو السريع للهيمنة الفرنسية في جنوب الهند تحت قيادة الحاكم العام الفرنسي جوزيف فرانسوا دوبلكس في حرب الكارناتيك الثانية.
صورة: استسلام البريطانيين في مدراس، 1746

## مسار الحرب

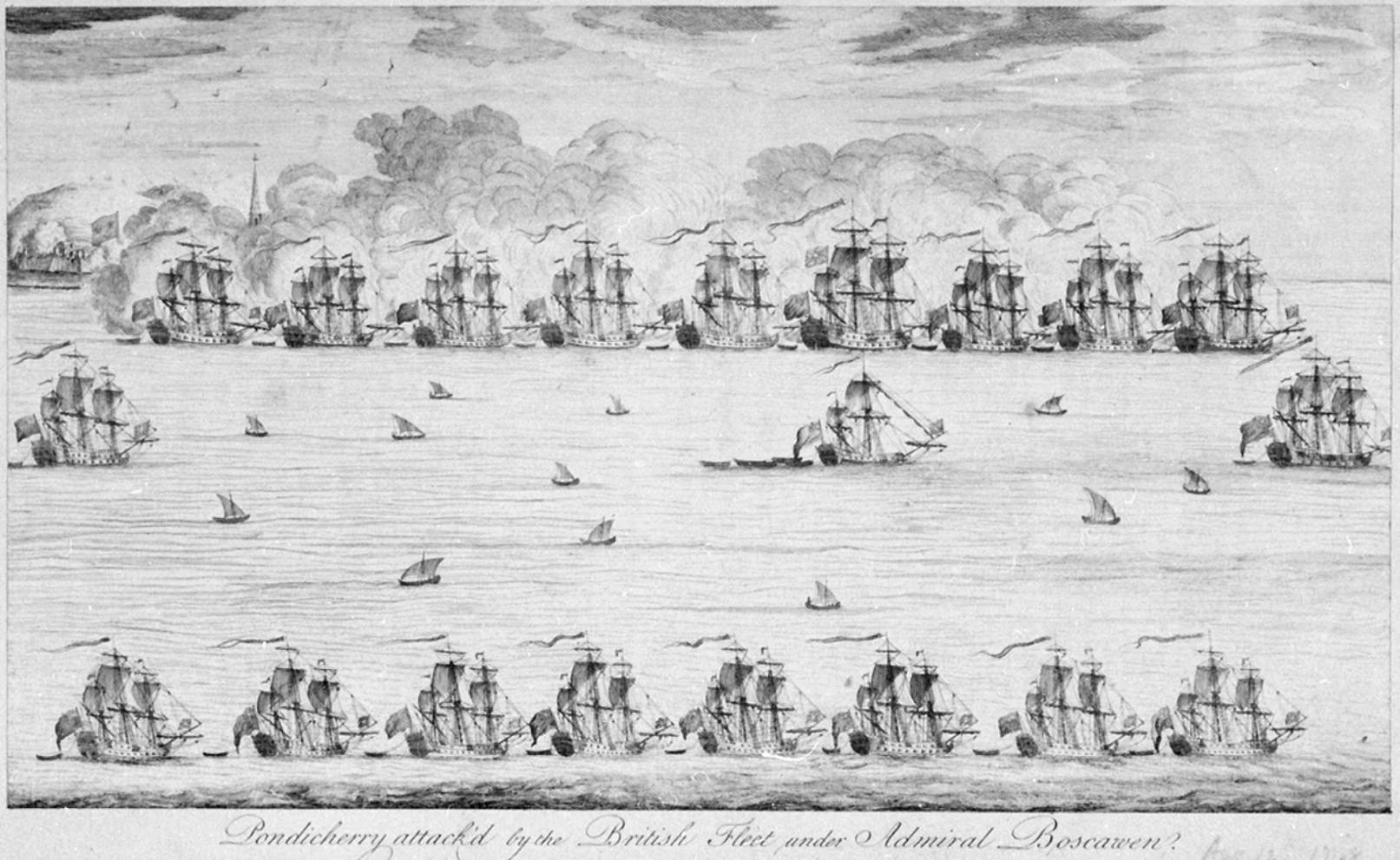
قام الأدميرال البريطاني إدوارد بوسكوين بحصار بونديشيري في أواخر عام 1748

في عام 1720 أمّمت فرنسا شركة الهند الشرقية الفرنسية، وبدأت باستخدامها لتوسيع مصالحها الإمبراطورية. غدا هذا الأمر مصدر نزاعٍ مع البريطانيين في الهند بدخول بريطانيا حرب الخلافة النمساوية عام 1744. بدأت الأعمال القتالية في الهند بهجوم بحري بريطاني على أسطول فرنسي عام 1745. أدى ذلك إلى إيفاد أسطول تحت قيادة لا بوردونيه ليصل في عام 1746. في يوليو من ذلك العام اصطدم لا بوردونيه والأميرال البريطاني إدوارد بيتن في معركة غير حاسمة قبالة نيغاباتام، ليرسو بعدها لا بوردونيه في بونديشيري لإجراء الإصلاحات والتخطيط مع دوبلكس. التحمت الأساطيل من جديد في 19 أغسطس، لكن بيتن رفض خوض المعركة بعد إدراكه أن لا بوردونيه قد تحصل على أسلحة إضافية في بونديشيري، وتراجع إلى البنغال. في 4 سبتمبر 1746، شنَّ لا بوردونيه هجومًا على مدراس. وبعد عدة أيام من القصف، استسلم البريطانيون ودخل الفرنسيون المدينة. أُسرت القيادة البريطانية وأرسلت إلى بونديشيري. كان من المتفق عليه مسبقًا أن تُعاد البلدة إلى البريطانيين بعد التفاوض، ولكن دوبلكس عارض هذا الأمر ساعيًا إلى ضم مدراس إلى الحيازات الفرنسية. وكان قد طُلب من بقية السكان البريطانيين أداء القسم بعدم حمل السلاح ضد الفرنسيين؛ رفض البعض منهم، من بينهم الشاب روبرت كلايف، وأُبقيوا تحت حراسة ضعيفة أثناء استعداد الفرنسيين لتدمير الحصن. (كلايف) وثلاثة آخرون ابتعدوا عن الحراس الغافلين متخفين بهيئة مدنين، وتسللوا خارج الحصن وشقوا طريقهم إلى حصن سانت ديفيد (نقطة تمركز البريطانيين في كادالور) على بعد نحو 110 أميال (180 كم) جنوبًا. في هذه الأثناء، كان دوبلكس قد وعد قبل الهجوم بتسليم حصن سانت جورج إلى ناواب الكانتريك أنور الدين خان، لكنه لم يفِ بوعده.
رد أنور الدين بإرسال جيش قوامه 10 آلاف جندي لانتزاع الحصن بالقوة من دوبلكس. كان لدى دوبلكس –بعد أن فقد دعم لا بوردونيه بسبب حادثة مدراس- 300 جندي فرنسي فقط. في معركة أديار نجحت هذه القوة الصغيرة بصد هجمات جيش أنور الدين.
عندئذٍ شن دوبلكس هجومًا على حصن سانت ديفيد. وإثر مرارة هزيمته في أديار، أرسل أنور الدين ابنه محمد علي لمساعدة البريطانيين في الدفاع عن كادالور، وكان له دور فعال في وقف هجوم فرنسي في ديسمبر 1746. عقد أنور الدين و دوبلكس سلامًا على مدى الأشهر القليلة التالية وتم سحب قوات الكارناتيك.
أطلق الفرنسيون، تحت قيادة دو بروري، محاولة أخرى للاستيلاء على حصن سانت ديفيد، وهاجموا المدافعين البريطانيين داخل جدران الحصن. بيد أن الهجوم المضاد المتزامن من جانب البريطانيين والناواب قلب الطاولة ودفع الفرنسيين إلى الانسحاب إلى بونديشيري.
في عام 1748 وصل الرائد سترينغر لورانس كي يتولى قيادة القوات البريطانية في حصن سانت ديفيد. مع وصول التعزيزات من أوروبا، حاصر البريطانيون بونديشيري في أواخر عام 1748. حصد كلايف الشهرة بنجاحه في الدفاع عن خندق ضد إحدى الطلعات الفرنسية. رُفع الحصار في أكتوبر 1748 مع وصول الرياح الموسمية، وانتهت الحرب مع وصول أخبار السلام من مؤتمر إكس لا شابيل في ديسمبر. وبموجب شروط المعاهدة أُعيدت مدراس إلى السيطرة البريطانية.